# USS Glennon (DD-620)
Pour les autres navires du même nom, voir USS Glennon.
L'USS Glennon (DD-620) est un destroyer de classe Gleaves en service dans la Marine des États-Unis pendant la Seconde Guerre mondiale. Il fut le premier navire nommé en l'honneur du contre-amiral de l'US Navy James H. Glennon (en), un officier récipiendaire de la Navy Cross.
Sa quille est posée le 25 mars 1942 au chantier naval de la Federal Shipbuilding and Drydock Company à Kearny, dans le New Jersey. Il est lancé le 26 août 1942, parrainé par Mme Jeanne Lejeune Glennon (petite-fille de l'amiral Glennon) et mis en service le 8 octobre 1942 sous commandement du lieutenant commander Floyd C. Camp.

## Historique
Après une série d’entraînements au large de la Nouvelle-Angleterre, il est déployé dans la Méditerranée afin de participer à l’opération Husky au large de la Sicile du 9 au 15 juillet 1943, prenant part à la bataille de Gela. De retour aux États-Unis, il participe ensuite à une série d’escortes de convois à travers l’Atlantique.
Le 14 mai 1944, il arrive à Belfast en vue de participer à l’opération Neptune. Intégré à la force navale 'U', il fait route vers Utah Beach et participe le 6 juin au bombardement des positions allemandes dans ce secteur. Le lendemain, il appuie à nouveau les forces terrestres américaines et tire par moins de 430 obus de 127 mm dans le secteur de Quinéville.

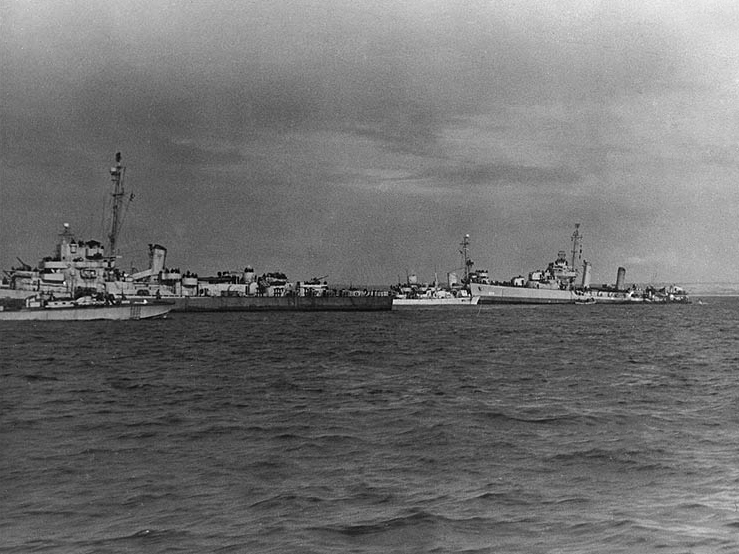
Le Glennon après avoir heurté une mine le 8 juin 1944.

Le 8 juin 1944, à 8 h 30, le Glennon heurte une mine sous-marine, les survivants sont immédiatement pris en charge par quatre navires, dont le destroyer USS Rich et les dragueurs de mines Staff et Threat, tandis que les premières mesures sont prises pour maintenir le Glennon à flot. Mais l’USS Rich subit le même sort et touche trois mines successivement : il sombre en quinze minutes.
Le lendemain, les marins entreprennent de reprendre le contrôle du Glennon mais celui-ci est pris sous les tirs de la batterie de Quinéville qui réalise un coup au but. Le destroyer est finalement abandonné et il sombre lentement jusqu'au 10 juin : il coule à 21 h 45 à la position géographique 49° 31′ 15″ N, 1° 09′ 16″ O. Au total, 25 membres d’équipage ont été tués et 38 blessés.

## Décorations
Le Glennon a reçu deux Battle star pour son service dans la Seconde Guerre mondiale.